# Edmond Bertreux
Edmond Bertreux, né le 22 octobre 1911 à Rezé (Loire-Atlantique) dans le village de Northouse, près de Trentemoult et mort le 14 octobre 1991 à Carquefou (Loire-Atlantique), est un peintre français. Il est connu comme le peintre du pays nantais, son œuvre de paysagiste se consacrant essentiellement à la région de Nantes, du pays de Retz et de la Vendée.

## Biographie
Son père, Jean Bertreux, dessinateur industriel aux Chantiers de la Loire à Nantes et peintre amateur à ses heures, le destine au métier d'ingénieur, mais le jeune Edmond qui ne montre que peu d'intérêt pour une carrière scientifique, s'oriente plutôt vers les arts et entre ainsi en 1927, à l'âge de 16 ans, à l'école des Beaux-arts de Nantes. Deux ans plus tard, il est reçu au concours d'entrée de l'école nationale des Beaux-arts de Paris, mais son professeur Pierre Alexis Lesage, ancien élève de l'atelier Gustave Moreau, lui déconseille l'exil vers la capitale et l'incite à rester dans la région nantaise.
En avril 1929, il se lance sur les pas du peintre vendéen Charles Milcendeau (1872-1919), dont il a admiré les toiles dans sa jeunesse au Musée des Beaux-Arts de Nantes, fasciné en particulier par l'une d'entre elles, intitulée la Bourrasque. Avec son carnet de croquis, il parcourt alors le marais vendéen, passant par Bois-de-Céné, Châteauneuf et Sallertaine. Au "Bois Durand" à Soullans, il est reçu par la veuve de Milcendeau qui lui présente de nombreuses œuvres de son mari décédé dix ans plus tôt. Plus tard, Edmond Bertreux fera d'ailleurs l'acquisition de quelques toiles du maître vendéen .
En 1930, il expose pour la première fois à la galerie Préaubert, située rue du Calvaire à Nantes, qui lui permet ainsi de présenter une série d'œuvres graphiques consacrées au marais de Monts et aux paysages de Saint-Jean-de-Boiseau où résidait sa famille paternelle. Un an plus tard, il aborde la peinture à l'huile.
Sa pratique artistique ne lui permettant d'en vivre, il occupe alors un emploi comme auxiliaire au service vicinal à la préfecture de Loire-Inférieure.
En 1934, il expose dans la plus importante des galeries nantaises, la galerie Mignon-Massart et participe en 1935 au Salon d'automne à Paris où l'une de ses toiles lui attire les faveurs de la presse nationale. Quelques années plus tard, il quittera définitivement son emploi à la préfecture pour vivre de son art . Il se lie alors d'amitié avec les peintres nantais Michel Noury, Henry Leray ou Jacques Philippe qui constitueront les peintres du groupe régional indépendant. En 1937, il fait la connaissance du peintre et graveur Jean-Émile Laboureur qui l'encourage dans sa pratique artistique.
En 1942, il épouse Étiennette Nedellec, une Nantaise d'origine finistérienne passionnée d'art lyrique dont il a fait la connaissance quatre ans plus tôt. Un premier fils nait de leur union, René-Alain, suivi beaucoup plus tard d'Edmond, né d'une autre union.
Durant la Seconde Guerre mondiale, les bombardements alliés l'incitent à se réfugier à Saint Jean-de-Boiseau dans la maison familiale de ses parents. C'est dans cette demeure qu'Edmond Bertreux peignit l'une de ses plus belles toiles, intitulée Le Village de Boiseau sous la neige, une œuvre acquise par la ville de Nantes pour les collections du musée des Beaux-arts en 1952.
Après la guerre, les ventes se font rares, aussi l'artiste monnaie sa peinture en échange d'articles de première nécessité. Si le troc s'impose durablement durant cette période, Edmond Bertreux le pratiquera tout au long de sa vie..
Puisant inexorablement ses sources d'inspiration dans l'école pré-impressionniste, certains diront d'Edmond Bertreux qu'il est le dernier peintre du XIXe siècle à vivre au XXe siècle.
Il n'en bâtit pas moins une œuvre personnelle qui lui vaut une certaine notoriété régionale.
Une de ses œuvres les plus célèbres est incontestablement sa peinture figurant l'incendie de la Cathédrale de Nantes en 1972, dont il est l'un des témoins directs, puisqu'il réside alors dans un appartement situé rue Henri-IV où se trouve son atelier. Ce tableau acheté par l'association des amis de la cathédrale est exposé depuis 1988 dans l'édifice restauré.
Edmond Bertreux repose à Saint-Jean-de-Boiseau, commune ligérienne souvent représentée dans ses tableaux.

## Distinctions
Edmond Bertreux est fait chevalier de l'ordre national du Mérite en 1988.